# Miroslav Plavec
Miroslav Plavec (7. října 1925 Sedlčany – 23. ledna 2008 Kalifornie, USA) byl jeden z nejvýznamnějších českých astronomů 20. století. Zabýval se především studiem těsných dvojhvězd.

## Biografie
Vystudoval astronomii na Univerzitě Karlově a zpočátku své vědecké kariéry se v Astronomickém ústavu na Ondřejově věnoval se studiu meteorických rojů. Později se začal zabývat těsnými dvojhvězdami a ultrafialovými spektry hvězd.
Učil astronomii na Matematicko-fyzikální fakultě Univerzity Karlovy a byl také vynikající popularizátor astronomie.
V roce 1969 odešel do Kanady a USA, kde získal světový věhlas a posléze se stal profesorem astronomie na University of California v Los Angeles.

## Ocenění
Miroslav Plavec byl čestným členem České astronomické společnosti a čestným členem Učené společnosti. V roce 2000 obdržel Nušlovu cenu České astronomické společnosti.
Byla po něm pojmenována planetka 6076 Plavec.